# فرودگاه شهری ویلمار
فرودگاه شهری ویلمار (به انگلیسی: Willmar Municipal Airport) (به زبان بومی: John L. Rice Field) یک فرودگاه همگانی است که یک باند فرود آسفالت دارد و طول باند آن ۱۶۷۶ متر است. این فرودگاه در کشور ایالات متحده آمریکا قرار دارد و در ارتفاع ۳۴۳ متری از سطح دریا واقع شده است.